# Jennifer Rhodes
Jennifer Rhodes é uma actriz conhecida por interpretar Penelope Halliwell na série Charmed (As Feiticeiras).

## Filmography

### Film
- Stand Up and Be Counted (1972)
- The Towering Inferno (1974)
- Big Rose: Double Trouble (1974)
- The Death of Richie (1977)
- Red Light in the White House (1977)
- Sketches of a Strangler (1978)
- Night Creature (1978)
- Jacqueline Bouvier Kennedy (1981)
- I'm Going to Be Famous (1983)
- The Eleventh Commandment (1986)
- Body Count (1987)
- Ghost Fever (1987)
- Slumber Party Massacre II (1987)
- Heathers (1988)
- Nightingales (1988)
- Twenty Dollar Star (1991)
- Exiled in America (1992)
- The Baby Doll Murders (1993)
- Doorways (1993)
- There Was a Little Boy (1993)
- Killing Obsession (1994)
- Night of the Demons 2 (1994)
- Frame-Up II: The Cover-Up (1994)
- The Killers Within (1995)
- Cold Case (1997)
- Skeletons (1997)
- Chasing Tchaikovsky (2007)
- Let the Game Begin (2010)
- Class (2010)
- The Lost Medallion: The Adventures of Billy Stone (2011)
- Dispatch (2011)

### Television
- The High Chaparral (1 episode, 1971)
- Barnaby Jones (1 episode, 1973)
- The New Perry Mason (1 episode, 1973)
- James at 15 (1 episode, 1978)
- Lou Grant (1 episode, 1978)
- The Rockford Files (1 episode, 1979)
- Little House on the Prairie (2 episodes, 1979-1982)
- Fame (3 episodes, 1985)
- Matlock (1 episode, 1986)
- Mike Hammer (1 episode, 1986)
- Cagney & Lacey (1 episode, 1987)
- The Days and Nights of Molly Dodd (2 episodes, 1987-1988)
- CBS Summer Playhouse (1 episode, 1988)
- L.A. Law (2 episodes, 1987-1988)
- Nightingales (13 episodes, 1989)
- Quantum Leap (1 episode, 1989)
- Adam 12 (1 episode, 1990)
- Doogie Howser, M.D. (1 episode, 1990)
- Knots Landing (3 episodes, 1980-1990)
- Gabriel's Fire (1 episode, 1990)
- Designing Women (1 episode, 1991)
- Equal Justice (4 episodes, 1990-1991)
- Morton & Hayes (1 episode, 1991)
- Reasonable Doubts (1 episode, 1991)
- The Heights (1 episode, 1992)
- Full House (1 episode, 1992)
- Red Shoe Diaries (1 episode, 1995)
- Party of Five (1 episode, 1995)
- The Larry Sanders Show (1 episode, 1995)
- ER (1 episode, 1996)
- Wings (1 episode, 1996)
- Murphy Brown (1 episode, 1996)
- 3rd Rock from the Sun (4 episodes, 1996)
- High Incident (1 episode, 1997)
- Friends (1 episode, 1997)
- Family Matters (1 episode, 1998)
- Ally McBeal (1 episode, 1999)
- Time of Your Life (1 episode, 1999)
- Popular (1 episode, 2001)
- The Agency (1 episode, 2001)
- The District (1 episode, 2002)
- Boston Public (2 episodes, 2003)
- Charmed (14 episodes, 1999-2006)
- Gilmore Girls (1 episode, 2006)
- The Young and the Restless (3 episodes, 2008)
- The Suite Life on Deck (1 episode, 2009)
- CSI: Crime Scene Investigation (1 episode, 2010)
- The Mentalist (1 episode, 2012)